# Malcolm Whitman
Malcolm "Mal" Douglass Whitman, född 15 mars 1877 i New York, död 28 december 1932 i New York, var en amerikansk högerhänt tennisspelare. Malcolm Whitman var rankad bland USA:s bästa spelare från 1896, och var nummer ett 1898, 1899 och 1900. År 1902 rankades han som nummer två. 
Malcolm Whitman upptogs 1955 i International Tennis Hall of Fame. 

## Tenniskarriären
Malcolm Whitman är känd som en av "de tre från Harvard", som utgjorde det allra första amerikanska laget i Davis Cup. De andra två spelarna, båda Whitmans studiekamrater, var initiativtagaren och grundaren Dwight F. Davis och Holcombe Ward. Whitman besegrade i det första mötet (som spelades 1900 mellan USA och ett brittiskt lag vid Boston's Longwood Cricket Club i stekande sommarhetta) engelsmannen Arthur Gore med  6-1, 6-3, 6-2. Whitman och hans kamrater besegrade britterna med 3-0 i matcher och blev därmed de första DC-segrarna. 
Amerikanerna upprepade 1902, fortfarande med Whitman i laget, sin Cup-seger över britterna. Han besegrade i sina singelmatcher Joshua Pim (6-1, 6-1, 1-6, 6-0) och Reginald Doherty (6-1, 7-5, 6-4). Whitman förblev obesegrad i Davis Cup.      
Whitman deltog framgångsrikt i Amerikanska mästerskapen i tennis. Han nådde kvartsfinalen 1896 och 1897. Säsongen därpå, 1898, vann han sin första singeltitel i mästerskapen genom seger över Davis (3-6, 6-3, 6-2, 6-1) i finalen i All Comers Round. Detta år blev den finalen mästerskapsfinal eftersom det föregående årets segrare, Robert Wrenn, inte ställde upp för att försvara sin titel. Trots motstånd från sin far, som ville att sonen skulle koncentrera sig på sina jurididka studier, försvarade Whitman framgångsrikt sin titel 1899, då han i Challenge Round besegrade J. Parmly Paret. Han upprepade bedriften 1900, i finalen besegrade han då William Larned med 6-4, 1-6, 6-2, 6-2.   
Whitman försvarade inte sin titel 1901, men han återkom 1902. Han nådde då All Comers Final, men blev där besegrad av engelsmannen Reginald Doherty (1-6, 6-3, 3-6, 0-6).

## Spelaren och personen
Whitman hade en effektiv och egendomligt studsande "bakvänd" twist-serve, ett slag som inte används numera inom tennis. Han var också skicklig som volleyspelare. 
Whitman var särskilt intresserad av tennisspelets historia och skrev 1932 boken Tennis Origins and Mysteries .
Han begick självmord den 28 december 1932.

## Grand Slam-titlar
- Amerikanska mästerskapen
  - Singel - 1898, 1899, 1900